# Sestante

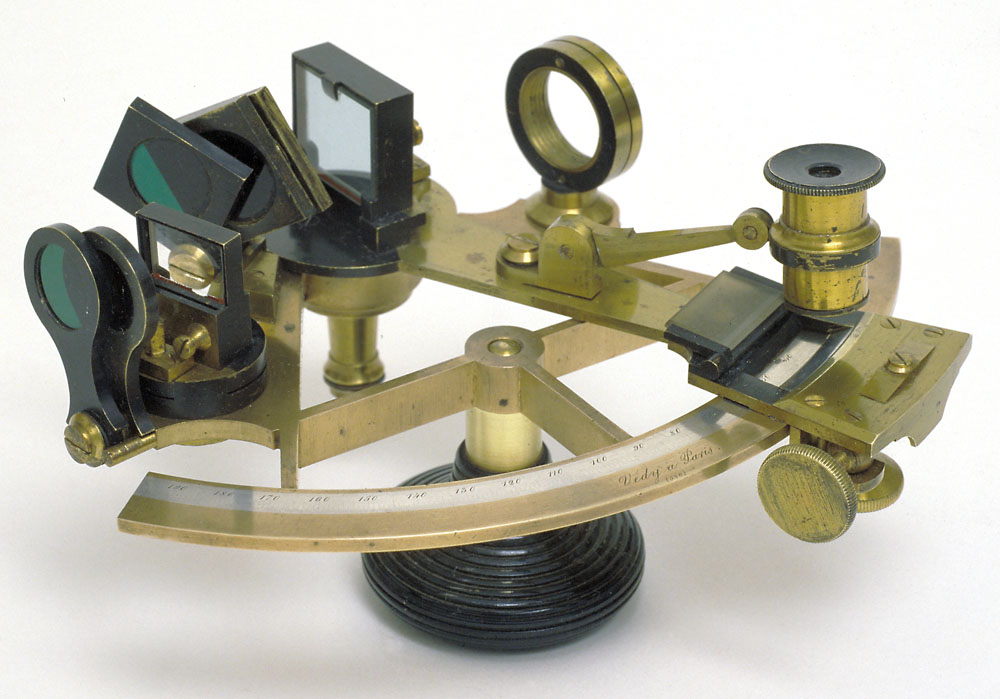
Sestante prodotto dalla Louis-Félix Védy e conservato al Museo Galileo, Firenze.

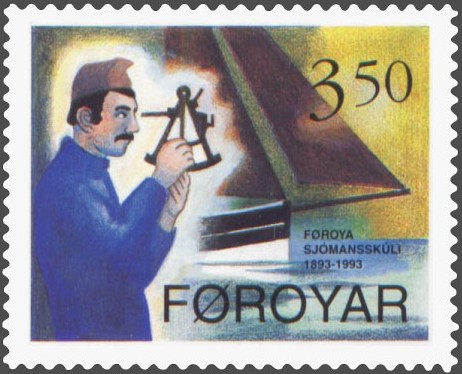
Un uomo intento ad utilizzare un sestante (francobollo delle Isole Fær Øer).

Il sestante è uno strumento utilizzato per misurare l'angolo di elevazione di un oggetto celeste sopra l'orizzonte. Tecnicamente la misura si effettua facendo allineare l'oggetto con l'orizzonte. La data e l'angolo di misura sono utilizzati per calcolare una specifica posizione su una mappa nautica o aeronautica e si usa per esempio traguardando a mezzogiorno il Sole per individuare la latitudine.
La scala di un sestante è di 60°, pari ad 1/6 di circonferenza, mentre un ottante dispone di una scala pari ad 1/8 di circonferenza, o 45°. Questo dispositivo fu utilizzato fino al 1767, anno in cui fu pubblicata la prima edizione dell'almanacco nautico, carta sulla quale erano riportate le distanze lunari, che consentivano ai navigatori dell'epoca di individuare la data in relazione all'angolo tra il sole e la luna. Tuttavia quest'angolo qualche volta superava i 90° rendendo impossibile l'utilizzo dell'ottante e spianando la strada all'utilizzo del sestante.

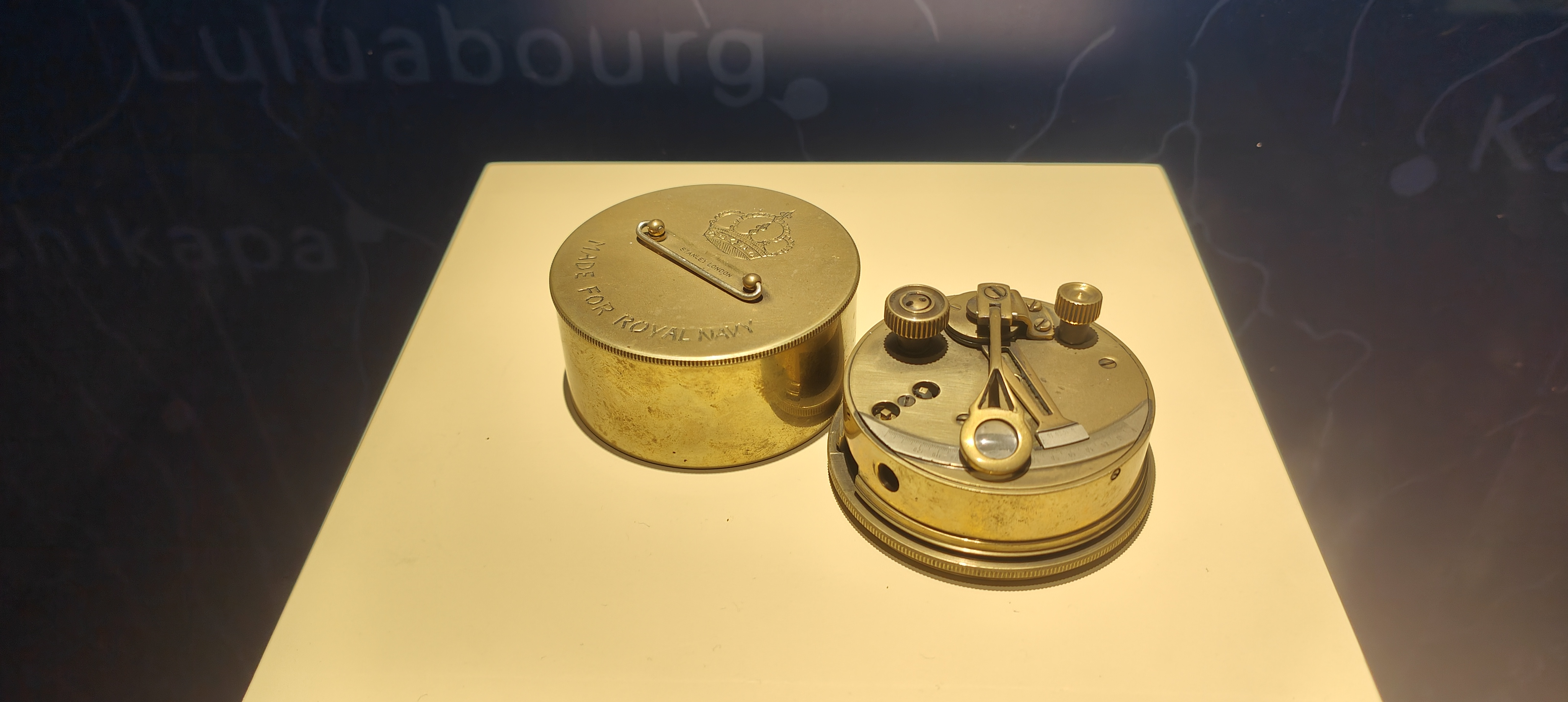
Sestante tascabile usato dall'esploratore Giacomo Bove

## Storia
Amedeo di Benedetto di Giovan Maria (Nobile dei Baroni di Reda) decifrò un vecchio documento, che si ritiene fosse stato rinvenuto all'interno di una piramide egizia, che farebbe risalire a questa civiltà l'utilizzo di un prototipo di sestante per orientarsi nel deserto tramite le stelle.

## Principio di funzionamento
Il sestante sfrutta il principio della doppia riflessione: se un raggio luminoso subisce una doppia riflessione sullo stesso piano, l'angolo di deviazione è il doppio dell'angolo formato dalle superfici riflettenti. La scala del sestante è di 60° reali ma è graduata in maniera doppia in modo da leggere direttamente il doppio dell'angolo formato dai due specchi.
Fu Sir Isaac Newton lo scopritore del principio della doppia riflessione negli strumenti di navigazione, ma queste ricerche non furono mai pubblicate. Successivamente due uomini, indipendentemente l'uno dall'altro, riscoprirono il sestante attorno al 1730: John Hadley (1682-1744), matematico inglese, e Thomas Godfrey, (1704-1749), inventore americano. Il sestante sostituì l'astrolabio, fino a quel tempo il principale strumento di navigazione.

## Vantaggi
Rispetto all'astrolabio il sestante ha il vantaggio che è possibile traguardare un oggetto rispetto all'orizzonte, piuttosto che in relazione allo strumento, consentendo una misura più precisa. Nel momento in cui l'orizzonte e l'oggetto celeste sono traguardati in realtà sono fermi, anche se l'imbarcazione si sta muovendo. Questo avviene in quanto la collimazione dei due punti avviene tramite la riflessione di due specchi che sottraggono il moto causato dalla nave.

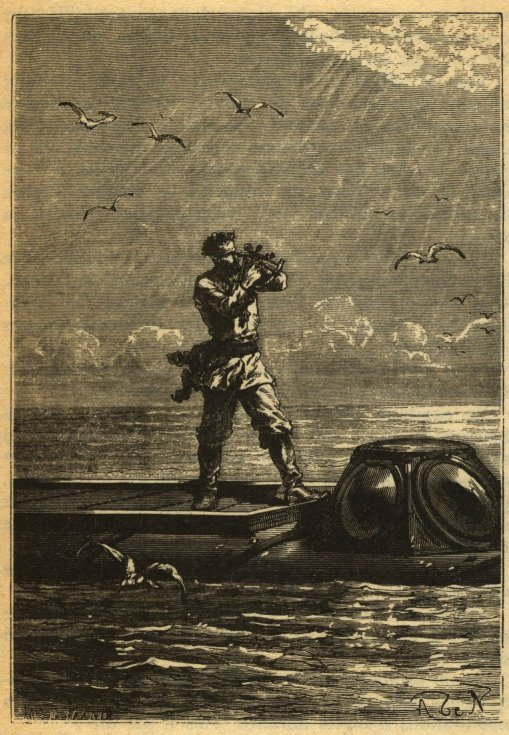
Il Capitano Nemo mentre sta usando un sestante a bordo del Nautilus in Ventimila Leghe Sotto i Mari.

L'osservazione in un sestante fa collimare due punti di vista: uno, attraverso lo specchio mobile, è il cielo o un oggetto posto nella volta celeste, l'altro, attraverso lo specchio fisso, è l'orizzonte. Attraverso una opportuna regolazione si porta l'immagine della parte bassa dell'oggetto celeste a toccare l'orizzonte. La misura si prende contemporaneamente all'ora e al giorno. Viene poi letto l'angolo di elevazione dalla scala, detta nonio e registrata con la data. La data e l'ora sono utilizzate per estrarre dalle effemeridi i dati dell'oggetto celeste, utili al calcolo.
La misurazione viene poi trasformata in una posizione mediante diverse procedure matematiche. Il metodo più semplice consiste nel disegnare l'elevazione dell'oggetto traguardato su un globo sferico. L'intersezione di due o più circoli di elevazione, riferiti a due o più oggetti celesti, fornisce una precisa localizzazione.
Il sestante è uno strumento delicato. Se dovesse cadere, l'arco, che è la parte più importante, potrebbe piegarsi e di conseguenza comprometterne la precisione. È tuttavia possibile rettificarlo con appositi strumenti di misura, o con ottiche di precisione. Gli specchi, invece, sono calibrati in parallelo mediante distanziatori di precisione posti sulla loro superficie.

## Anatomia di un sestante

Schema di un sestante

Il braccio detto "alidada" muove lo "specchio mobile". L'Indicatore o "linea di fede" punta sul "lembo o arco" per mostrarne la misurazione. Lo "specchio fisso" è solidale con l'armatura ed è di vari tipi. Il telaio lega tutti i componenti. Solidale al telaio, opposto allo specchio fisso, c'è il "cannocchiale".
Vi sono due tipi di sestante; danno entrambi buoni risultati, per cui è solo questione di preferenze personali.
Il sestante tradizionale ha uno specchio fisso a orizzonte parziale o mezzo-orizzonte. Divide il campo di visuale in due. La parte esterna è trasparente ed è visibile l'orizzonte. La parte interna è riflettente ed è visibile l'oggetto celeste da traguardare, riflesso anche dallo specchio mobile. Il vantaggio è che sia l'orizzonte che l'oggetto celeste sono illuminati e quindi il più possibile visibili. Questo viene utilizzato soprattutto di giorno con il sole, o ai crepuscoli con le stelle, quando l'orizzonte è facile da vedere. Tuttavia è necessario assicurarsi che la parte bassa dell'oggetto celeste tocchi l'orizzonte.
Il sestante a orizzonte totale utilizza uno specchio semi-argentato che consente una visione totale dell'orizzonte. Questa caratteristica rende più agevole osservare il momento in cui la parte inferiore dell'oggetto celeste tocca l'orizzonte.
È ovvio che, in entrambi i tipi, uno specchio di dimensioni più grandi consente un maggior campo visuale e di conseguenza una ricerca più agevole dell'oggetto celeste. I moderni sestanti possiedono specchi di 5 cm di diametro mentre nel secolo precedente raramente superavano i 2.5 cm.
Quando l'orizzonte non è visibile si utilizza un orizzonte artificiale: nel caso di nebbia, di notti senza luna, quando si osserva attraverso una finestra o quando l'orizzonte è nascosto dietro alberi o edifici. I sestanti professionali montano orizzonti artificiali di solito costituiti da uno specchio che punta a una bolla d'aria situata in tubo pieno di fluido. Molti di essi possiedono anche filtri per traguardare il sole e ridurre gli effetti della nebbia.
Molti tipi di sestante montano da 1 a 3 monoculari. Molti utenti professionisti preferiscono un singolo oculare che consente un ampio e luminoso campo di visuale utilizzabile anche di notte. Alcuni montano degli amplificatori monoculari per incrementare la luminosità soprattutto nel caso di notti senza luna. Altri preferiscono usare un orizzonte artificiale illuminato.
I sestanti professionali sono in grado di misurare fino a 1 minuto di grado, pari 1/60 di grado. Con i più precisi si possono effettuare misurazioni, tramite un nonio, fino a 0.2 minuti di grado. Dato che un minuto di grado di errore corrisponde a circa un miglio nautico, la maggiore precisione che si può ottenere dalla navigazione celeste è di circa 0.1 miglia nautiche che corrispondono a circa 200 iarde, pari a circa 186 metri.
Un cambiamento di temperatura può deformare l'arco del sestante creando delle imprecisioni. Molti navigatori lo collocano solitamente in una custodia a tenuta stagna, in grado di mantenerlo il più possibile in equilibrio rispetto alla temperatura esterna.
Di solito un telaio standard è in grado di stabilizzare gli errori causati da un cambiamento di temperatura. Le manopole sono separate dall'arco e dal telaio che in questo modo non si deformano.
I sestanti utilizzati ai tropici sono spesso dipinti di bianco per riflettere la luce del sole; in questo modo rimangono relativamente freschi. Quelli di alta precisione sono costruiti in una lega speciale chiamata invar, la cui proprietà principale è possedere un basso coefficiente di dilatazione termica. Sono stati persino costruiti dei sestanti al quarzo o di ceramica, soggetti ad una bassissima dilatazione termica. L'ottone ha una dilatazione termica minore dell'alluminio, ma quest'ultimo è più leggero e ci si affatica meno nell'utilizzarlo.
In commercio esistono anche sestanti in materia plastica molto economici e leggeri, e discretamente precisi, spesso usati dagli studenti della navigazione astronomica a scopo didattico come nei corsi per il conseguimento delle abilitazioni della conduzione di natanti di grosso tonnellaggio tipo quello di Comandante di lungo corso. O anche a scopo informativo, o sperimentale ludico, di solito da chi frequenta corsi per il conseguimento della patente nautica per imbarcazioni da diporto ove la materia viene soltanto accennata visto che la conoscenza di tale disciplina non è ufficialmente richiesta.  
I sestanti aerei sono attualmente fuori produzione, ma ai loro tempi possedevano particolari caratteristiche: un orizzonte artificiale e dei dispositivi meccanici in grado di memorizzare centinaia di misurazioni per traguardo per compensare le accelerazioni casuali del fluido dell'orizzonte artificiale. I sestanti aerei più antichi possedevano un doppio traguardo visuale: uno standard e un altro concepito per la cabina di pilotaggio.

## Il sestante "Bris"

Fasi di utilizzo del sestante

Sven Yrvind sviluppò il suo sestante, chiamato "Bris", a basso costo, dotato di un equipaggiamento spartano e utilizzato per gli attraversamenti oceanici. Il "Bris" è molto preciso, funziona ad intervallo fisso, pur essendo dotato di una tecnica costruttiva a basso impatto tecnologico. È costituito da tre specchi stretti e piatti, rigidamente montati a forma di V. Quando il sole o la luna vengono traguardati attraverso la V, vengono suddivisi in otto immagini. Il Sestante è piccolo, abbastanza robusto da essere tenuto in una custodia di 2 cm di raggio per 3 cm di altezza e appeso al collo con una cordicella.
Il "Bris" si calibra su posizioni geografiche conosciute, con un buon orologio e un almanacco nautico.  Il Sole e la luna possiedono la stessa ampiezza angolare se osservati dalla superficie della terra, pertanto possono essere utilizzati entrambi per la calibrazione.
Mentre si usa, si attende finché il bordo dell'immagine tocca l'orizzonte, poi si registra il tempo e si riduce la mira usando l'angolo registrato per quel bordo dell'immagine.